# Динетал
Динетал (њем. Dienethal) општина је у њемачкој савезној држави Рајна-Палатинат. Једно је од 137 општинских средишта округа Рајн-Лан. Према процјени из 2010. у општини је живјело 242 становника. Посједује регионалну шифру (AGS) 7141027.

## Географски и демографски подаци
Динетал се налази у савезној држави Рајна-Палатинат у округу Рајн-Лан. Општина се налази на надморској висини од 150 метара. Површина општине износи 1,4 km². У самом мјесту је, према процјени из 2010. године, живјело 242 становника. Просјечна густина становништва износи 174 становника/km².